# 滝川村 (熊本県)
滝川村（たきがわむら）は、熊本県の中部、上益城郡にかつてあった村である。

## 歴史
- 1889年4月1日 - 上益城郡滝川村、辺田見村が合併して滝川村が発足。
- 1918年4月1日 - 御船町と合併し、御船町となる。